# Emmanuel (álbum de Emmanuel)
Emmanuel es el título del séptimo álbum de estudio homónimo grabado por el artista mexicano Emmanuel. El álbum fue lanzado al mercado bajo el sello discográfico RCA Ariola en 1984. En esta producción discográfica graba por segunda vez bajo la dirección del compositor español Manuel Alejandro, quien es autor de todos los temas.
Hay que arrimar el alma, Pobre diablo, Nuestro amor, Detendla ya, Seguía lloviendo fuera y Vamos a amarnos despacio fueron los sencillos promocionales de este álbum.[cita requerida]

## Lista de canciones
|     | Título \| Autor(es) \| Duración  |                                    |      |
| --- | -------------------------------- | ---------------------------------- | ---- |
| 1.  | Hay que arrimar el alma          | Manuel Alejandro · María Alejandra | 4:31 |
| 2.  | Nuestro amor                     | Manuel Alejandro · Ana Magdalena   | 3:46 |
| 3.  | Detenedla ya                     | Manuel Alejandro · María Alejandra | 3:53 |
| 4.  | Aquí no hay sitio para tí        | Manuel Alejandro · Ana Magdalena   | 3:36 |
| 5.  | Porque ella no sabe vivir sin mí | Manuel Alejandro · María Alejandra | 3:58 |
| 6.  | Pobre diablo                     | Manuel Alejandro · Ana Magdalena   | 4:08 |
| 7.  | Seguía lloviendo afuera          | Manuel Alejandro · María Alejandra | 3:33 |
| 8.  | Cuando no es contigo             | Manuel Alejandro · María Alejandra | 3:23 |
| 9.  | Vamos a amarnos despacio         | Manuel Alejandro · Ana Magdalena   | 4:00 |
| 10. | Venga                            | Manuel Alejandro · Ana Magdalena   | 3:41 |

© MCMLXXXIV. RCA, S.A. de C.V.